# مصلحة ضرائب إسرائيل
مصلحة ضرائب إسرائيل ( (بالعبرية: רשות המסים בישראל‏) راشوت همسيم إسرائيل ) هي سلطة الضرائب في إسرائيل. إنها وكالة تابعة لوزارة المالية. 
أُنشئت السلطة في 1 سبتمبر 2004م، بعد قرار من حكومة إسرائيل بدمج أقسام تحصيل الضرائب - مصلحة ضريبة الدخل وضريبة العقارات ، وشعبة الجمارك وضريبة القيمة المضافة، وخدمة المعالجة المحوسبة. كان الهدف هو "توحيد إدارة تحصيل الضرائب تحت مدير رئيسي واحد وتفويضه بموجب القانون لتنفيذ قانون الضرائب ذي الصلة". توظف السلطة حوالي 5,500 شخص. 

## روابط خارجية
- الموقع الرسمي